# 国民中心党
国民中心党（こくみんちゅうしんとう）は、忠清道を支持基盤とする自由民主連合の一部の議員と沈大平（シム・デピョン）忠清南道知事が中心となって2006年1月17日に創党された韓国の中道政党。

## 党の歴史
2006年1月17日創党。沈知事と辛国煥（シン・グックファン）国会議員を共同代表として擁立した。
国民中心党の政策は以下の通り（朝鮮日報2006年1月17日記事より）
- 自由民主主義と市場経済秩序の確立
- 旧態政治の清算
- 経済成長による社会正義の実現
- 分権型の政党制度による地域不均衡の解消
- 友邦との友好協力による韓半島（朝鮮半島）平和・安定と統一

そして沈知事は代表就任演説で｢合理的な保守と穏健な進歩を全部受け入れて、妥協に基づいて分権型の政党を作る」と述べ、中道政党としての立場を示した。また辛議員は「揺れている国家のアイデンティティーを確固たるものにして、過去史問題や政争から脱する」と述べた。
大統領選挙におけるキャスティング・ボートを握る忠清道を代表する中心党のこれからを占う試金石として注目された2006年5月31日の地方選挙では、広域自治体議員選挙の比例代表部分における得票率は2.9%と振るわず、沈代表以下の幹部が辞任する結果となった。
2007年12月に行なわれた大統領選挙では、沈前代表を候補者として擁立したが、選挙運動期間中の12月3日に、無所属で立候補した保守系の李会昌（イ・フェチャン）との一本化に合意し、立候補を辞退することになった。選挙後に李会昌が結成する新党に合流する意思を明らかにした。
2008年2月12日に国民中心党は、同月1日に李会昌が創党した自由先進党と合併し、2年余りの党の歴史に幕を閉じた。

## 年表
- 2006年
  - 1月17日：国民中心党、創党。
  - 5月31日：第4回地方選挙、基礎団体長7名と広域団体議員15名、基礎団体議員67名が当選。
  - 6月2日：沈大平共同代表、地方選挙における選挙結果の責任をとって辞任を表明。辛国煥共同代表のみの単独体制で運営。
- 2007年
  - 4月25日：再補選、沈大平前代表が国会議員に当選。
  - 12月5日：沈大平大統領候補、立候補辞退。李会昌を支援。
- 2008年
  - 2月12日：自由先進党と合併。